# Kurixalus
Kurixalus là một chi động vật lưỡng cư trong họ Rhacophoridae, thuộc bộ Anura. Chi này có 10 loài và 10% bị đe dọa hoặc tuyệt chủng.